# Strada statale 370 Litoranea delle Cinque Terre
La ex strada statale 370 Litoranea delle Cinque Terre (SS 370), ora strada provinciale 370 Litoranea delle Cinque Terre (SP 370) nel tratto tra La Spezia e Manarola e strada provinciale 370 dir/B Litoranea delle Cinque Terre (SP 370 dir/B) nel tratto tra Monterosso al Mare e Chiesanuova, è una strada provinciale italiana che attraversa il parco nazionale delle Cinque Terre. La strada risulta essere composta da due tronchi distinti, i soli realizzati del progetto iniziale che prevedeva una strada di collegamento tra La Spezia e Sestri Levante.

## Percorso

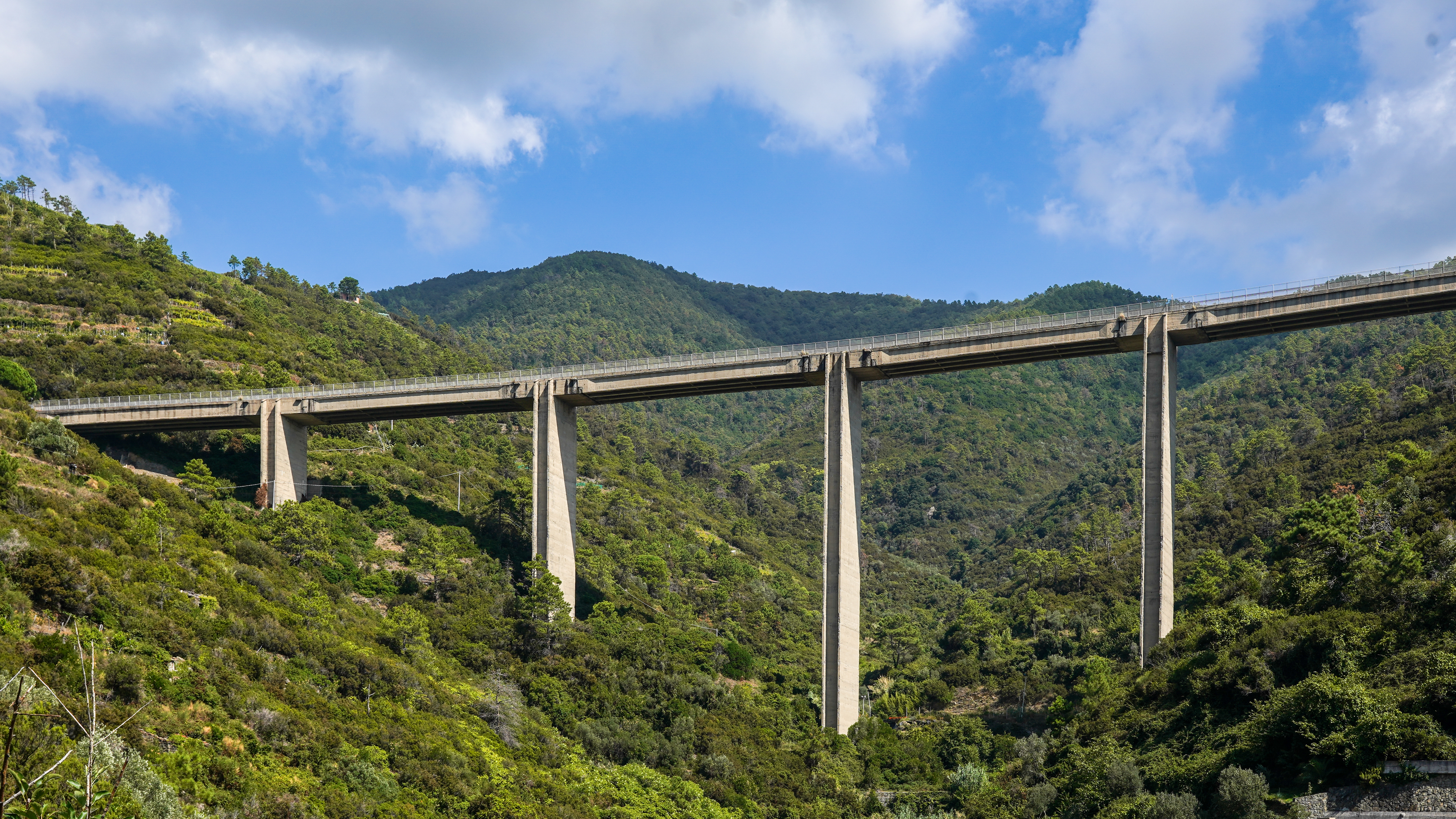
Viadotto sulla valle del Rio Finale, Riomaggiore

Il primo tratto, lungo 14,547 km e classificato oggi come SP 370, inizia alla periferia ovest della Spezia, nel quartiere di Fabiano Basso, e termina a Manarola, frazione di Riomaggiore, nel cuore delle Cinque Terre.
Il punto di partenza è segnato dall'incrocio tra il viale Nicolò Fieschi (ex strada statale 530 di Portovenere) e il quartiere di Fabiano (zona stadio). La strada inizia subito ad inerpicarsi lungo le alture cittadine, superando la frazione di Coregna, e sfiorando quella di Biassa, donando al viaggiatore notevoli scorci sul golfo, sulla città e sulle vallate verdi che la circondano.
Si giunge ad un lungo tunnel che consente di portarsi sul versante delle Cinque Terre e di godere del paesaggio dello splendido litorale di questo tratto di riviera ligure. Dopo un altro e più breve tunnel si giunge al bivio per Riomaggiore. Dopo il viadotto che attraversa la vallata del Rio Finale, la statale giunge al suo termine all'uscita del terzo tunnel nei pressi dell'abitato di Manarola (raggiungibile attraverso una bretella di collegamento) per proseguire come strada provinciale 51 "dei Santuari" alla volta degli altri borghi delle Cinque Terre.
Il secondo tratto, classificato ora come SP 370 dir/B di lunghezza pari a circa 4 km, ha inizio alle porte dell'abitato di Monterosso al Mare e procede in direzione nord fino a giungere nei pressi di Chiesanuova, frazione di Levanto.
In seguito al decreto legislativo n. 112 del 1998, dal 2001, la gestione è passata dall'ANAS alla Regione Liguria che ha provveduto al trasferimento dell'infrastruttura al demanio della Provincia della Spezia.

## Strada statale 370 dir Litoranea delle Cinque Terre
La ex strada statale 370 dir Litoranea delle Cinque Terre (SS 370 dir), ora strada provinciale 370 dir/A Litoranea delle Cinque Terre (SP 370 dir/A), è una strada provinciale italiana di breve lunghezza che si trova in provincia della Spezia.
Rappresenta la diramazione che dalla SS 370, all'altezza del termine del primo tratto da cui era composta, raggiunge l'abitato di Manarola.
In seguito al decreto legislativo n. 112 del 1998, dal 2001, la gestione è passata dall'ANAS alla Regione Liguria che ha provveduto al trasferimento dell'infrastruttura al demanio della Provincia della Spezia.